# St. Agatha
Pour plus de détails, voir Fiche technique et Distribution.
St. Agatha est un film d'horreur américain réalisé par Darren Lynn Bousman, sorti en 2018.

## Synopsis
Mary, enceinte et abandonnée par les siens, est conseillée par une nonne lui donnant l'adresse d'un refuge pour jeune fille en difficultés étant tenu par des nonnes. Elle s'y rend et se rend vite compte qu'elle se retrouve dans un univers quasi carcéral où règne une discipline de fer et où chaque manquement à la discipline est châtié avec sadisme. Ce pseudo refuge est en fait le reliquat d'un couvent qui vend les bébés et se débarrasse de leur mère après les avoir amenées au bord de la folie par un savant mélange de produits de frustrations et de sévices inédits jusqu'au jour où....

## Fiche technique
Sauf indication contraire, les informations mentionnées dans cette section peuvent être confirmées par la base de données cinématographiques IMDb,  présente dans la section « Liens externes ».
- Titre original et francophone : St. Agatha
- Réalisation : Darren Lynn Bousman
- Scénario : Andy Demetrio, Shaun Fletcher, Sara Sometti Michaels et Clint Sears
- Musique : Mark Sayfritz
- Direction artistique : Matt Ward
- Décors : Molly Coffee
- Costumes : Oskar De La Cruz
- Photographie : Joseph White
- Montage : Brian J. Smith
- Production : Tara Ansley, Sara Sometti Michaels, Seth Michaels et Srdjan Stakic

Production déléguée : Kimberly Bedrin, Philip Bedrin, Andy Demetrio, Shaun Fletcher, Rick Le, Jeff Traier et Kevin Traier
- Sociétés de production : Benacus Entertainment, St. Agatha et The Outside Writers
- Société de distribution : Netflix (États-Unis)
- Pays d'origine :  États-Unis
- Langue originale : anglais
- Format : couleur
- Genres : horreur ; drame, thriller
- Durée : 103 minutes
- Dates de sortie :
  - États-Unis : 20 avril 2018 (The Overlook Film Festival) ; 8 février 2019 (sortie nationale)

## Distribution
- Sabrina Kern : Mary / Agatha
- Carolyn Hennesy : la mère supérieure
- Courtney Halverson : Catherine
- Seth Michaels : le père Andrew
- Trin Miller : Paula
- Lindsay Seim : Doris
- Shaun Fletcher : un policier
- Jayson Warner Smith : le père de Mary
- Maximus Murrah : William
- Marsha Fee Berger : la sœur Susan
- Hannah Fierman : Sarah
- Rachael Gavrielli : Veronica
- Marilyn Light : la sœur Olga
- Candy Rachor : la sœur Helen

## À noter
Le tournage a lieu à Madison en Géorgie.

## Récompenses et distinctions

### Récompenses
- Buenos Aires Rojo Sangre 2018 : Meilleure actrice pour Carolyn Hennesy[2]